# Melani Morán
Melani Eliana Concha Morán (Quilmes, Buenos Aires, Argentina, 6 de septiembre de 1999) es una futbolista argentina que juega de volante ofensiva en Talleres de la Primera División Argentina.

## Trayectoria

### Club Atlético Independiente
Surgida de la cantera del club se destacó prontamente siendo goleadora del equipo y una de sus figuras claves en la obtención del campeonato de Primera División B en la temporada 2017-18 y el ascenso de categoría. En ocasiones se ha desempeñado también como capitana del equipo.
En la primera fecha del Torneo 2019-20 anotó un gol a UAI Urquiza convirtiéndose de ese modo en la primera jugadora de la historia del profesionalismo en marcar un gol para Independiente.

### Club Atlético Boca Juniors
El 12 de enero de 2022 se confirma su incorporación al Club Atlético Boca Juniors.
El 25 de septiembre de 2022 se consagraría campeona del  Campeonato de Primera División del Fútbol Femenino luego de que  Boca Juniors venciera a la  UAI Urquiza por 2 a 1 en la última fecha del campeonato. 
En ese mismo año fue parte del plantel que tuvo una actuación histórica en la Copa Libertadores Femenina 2022 logrando el subcampeonato luego de caer frente a Palmeiras en la final.

### Club Atlético Talleres
El 27 de enero de 2025 fue anunciada como nueva jugadora de Talleres. Fue parte del grupo de 16 futbolistas que firmó su primer contrato profesional como jugadoras de Primera División por primera vez en la historia del club.

## Selección nacional
En 2018 integró el plantel de la Selección femenina de fútbol sub-20 de Argentina que participó de los XI Juegos Suramericanos en Cochabamba, Bolivia.

## Estadísticas
| 19 de noviembre de 2017 | Atlético Pilar vs. Independiente | Anotado · Anotado · Anotado · Anotado | 2-4 | Primera División B 2017-18 |
| 9 de diciembre de 2017  | Comunicaciones vs. Independiente | Anotado · Anotado · Anotado           | 1-4 | Primera División B 2017-18 |

## Palmarés
| Título             | Club          | País      | Año     |
| ------------------ | ------------- | --------- | ------- |
| Primera División B | Independiente | Argentina | 2017-18 |
| Primera División   | Boca Juniors  | Argentina | 2022    |
| Primera División   | Boca Juniors  | Argentina | 2023    |
| Copa Federal       | Boca Juniors  | Argentina | 2023    |
| Apertura Femenino  | Boca Juniors  | Argentina | 2024    |